# Pozo Rotilio
El Pozo Rotilio fue una instalación minera de carácter subterráneo situada en el municipio español de Nerva, en la provincia de Huelva, comunidad autónoma de Andalucía. En la actualidad el pozo se encontrado cerrado y fuera de servicio. El complejo está protegido como patrimonio etnológico y, desde 2005, indexado en el Catálogo General del Patrimonio Histórico Andaluz por el Instituto Andaluz del Patrimonio Histórico (IAPH).
El pozo debe su nombre a Rotilio Martínez Barreiro, director de las Minas de Riotinto entre 1954 y 1974

## Historia
El pozo Rotilio se empezó a construir en 1966 para la extracción de mineral de la masa «San Antonio», mineralización que se situaba en el extremo oriental del anticlinal de Río Tinto. Las obras corrieron a cargo de la Compañía Española de Minas de Río Tinto (CEMRT), que había descubierto la Masa San Antonio. Entre 1970 y 1975 se construyó un malacate metálico en hierro y acero, cuyas dimensiones eran de 12 metros de largo por 8 metros de ancho y 18 metros de alto. Se trataba de una torre de extracción tipo «Koepe», una de las dos últimas que actualmente quedan en la Faja pirítica ibérica. Transcurrido un tiempo se comprobó que la extracción del mineral era muy compleja, haciéndose muy difícil su rentabilidad. Por ello, en 1980 se paralizó toda actividad en la mina.
El malacate fue sometido a una restauración en 1998, por parte de la Fundación Río Tinto, encontrándose preservado en la actualidad.